# Ravshan Irmatov
Ravshan Irmatov (usbekisk: Ravshan Sayfiddinovich Ermatov, Равшан Сайфиддинович Эрматов, russisk: Равша́н Сайфидди́нович Ирма́тов; født 9. august 1977) er en usbekisk fodbolddommer. Han har dømt internationalt under det internationale fodboldforbund FIFA siden 2003.
Irmatov blev kåret som den bedste dommer i Asien i 2008 og 2009.

## Karriere
Irmatov blev udvalgt til at deltage VM 2010, hvor han dømte fem kampe; heriblandt åbningskampen mellem Sydafrika og Mexico. Hans sidste kamp ved slutrunden blev semifinalen mellem Uruguay og Holland.
Kampe ved VM 2010:
- Sydafrika –  Mexico (gruppespil, åbningskamp)
- England –  Algeriet (gruppespil)
- Grækenland –  Argentina (gruppespil)
- Argentina –  Tyskland (kvartfinale)
- Uruguay –  Holland (semifinale)